# Сара (народ)
Са́ра, нсара — народ в Тропической Африке, проживающий в Чаде, а также в Центральноафриканской Республике. Численность — около 1,2 млн человек.

## Ареал расселения

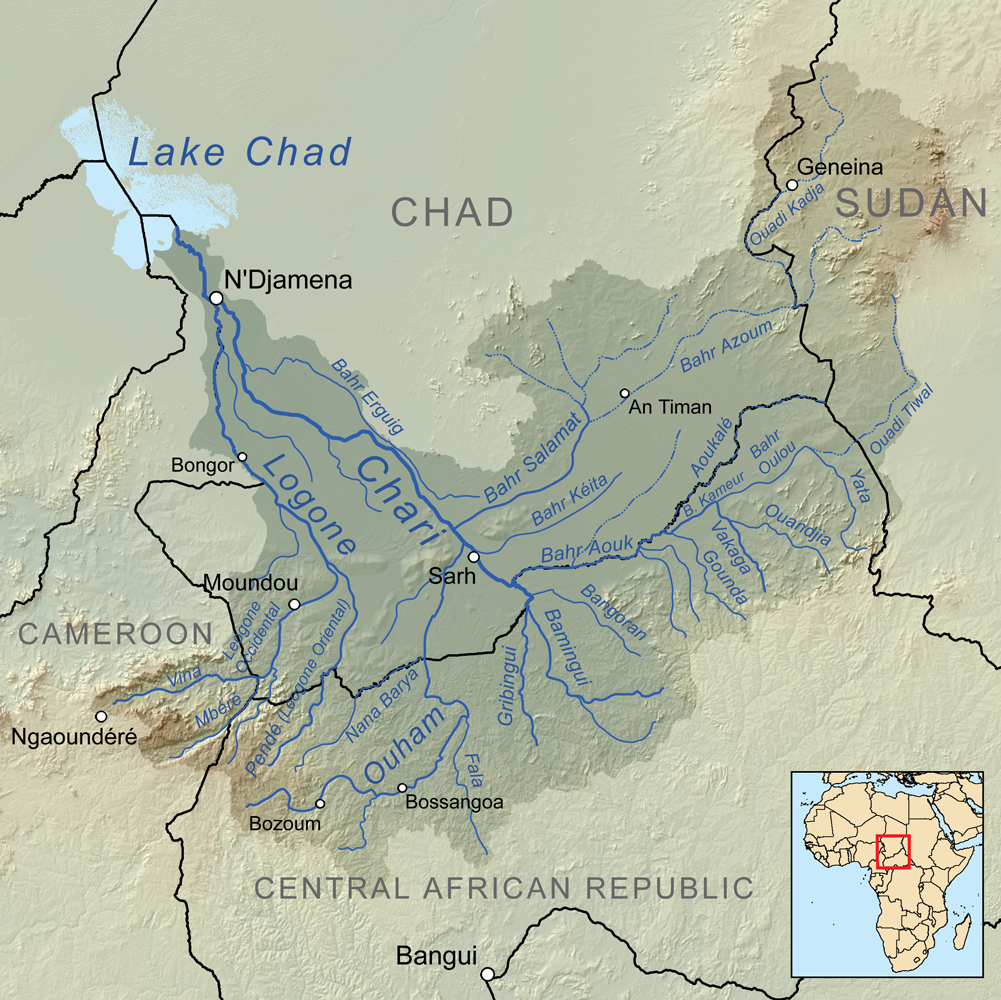
Сара живут в районе к юго-востоку от озера Чад в бассейне рек Шари и Логоне

Земледельческие племена сара, отличающиеся очень высоким ростом, живут на юге Чада, по берегам рек Бахр-Сара и Шари, близ города Сарх (бывший Форт-Аршамбо) (Ольдерогге 1954: 81).

## Языки
Говорят на группе языков сара, относящихся к центральносуданской семье, включаемой в нило-сахарскую макросемью (Попов 1999: 216).

## Основные занятия
Основные занятия — скотоводство, собирательство, рыболовство, охота и ручное земледелие (сорго, просо, фонио, кукуруза, бобовые, хлопок, ямс, батат, маниока). Пища растительная (каша, похлёбки) и рыбная. Самые распространённые ремёсла — кузнечное, гончарное, плетение, резьба по дереву, изготовление рыболовных сетей и ловушек(Попов 1999: 216).

## Одежда и внешний вид
Сара носят традиционную одежду. Среди мужчин — набедренники из кожи, коры или растительного волокон; среди женщин — набедренники из листьев или кусок материи (пань), обёрнутый вокруг бёдер. Практикуются татуировки, скарификация на лице, подпиливание зубов, обрезание; замужние женщины вставляют в губы лабретки.
У них до сих пор сохранились обычаи украшать себя путём деформирования различных частей тела. Так, женщины племени сара вставляют в губы деревянные пластинки и тарелки (сунду), достигающие 20-40 см в диаметре и весом 110 граммов. Когда женщины идут гуськом, неся на голове тяжёлый груз, они приноравливают шаги к ритму раскачивания своих украшений. Есть и пить при таких украшениях — дело нелёгкое, тем более что трение пластинок о дёсны вызывает выпадение зубов. Существует два объяснения, почему женщины носят эти тарелки. Согласно первому объяснению, женщины сара, как это принято в других районах Африки, где в верхнюю губу вставляют палочки или пуговицы, делают это для красоты. Второе объяснение гласит, что в те годы, когда на африканские деревни совершали набеги охотники за рабами, мужья уродовали лица своих жён, чтобы спасти их от рабства: на женщин с продырявленными губами не было спроса на невольничьих рынках (Орлова, 1958: 128).

## Поселения и социальная организация
Основа традиционной социальной организации — деревенские и большесемейные общины, родовая организация и тайные союзы (йо и йондо). Счёт родства патрилатеральный. Брачное поселение вирилокальное. Основные фольклорные жанры — песни, сказки, пословицы.
Поселения сара — это разбросанные группы хижин, круглых в плане, с глинобитными полами, конической соломенной или травяной крышей; стены из веток обмазаны глиной изнутри. Зернохранилища располагаются на столбах(Орлова 1958: 131).

## Известные представители
- Томбалбай, Франсуа (1918—1975) — президент Чада.

## Галерея

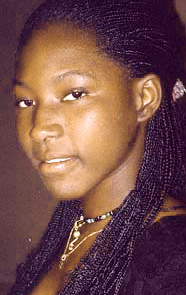
Девушка из народа сара, Чад, 2000 год
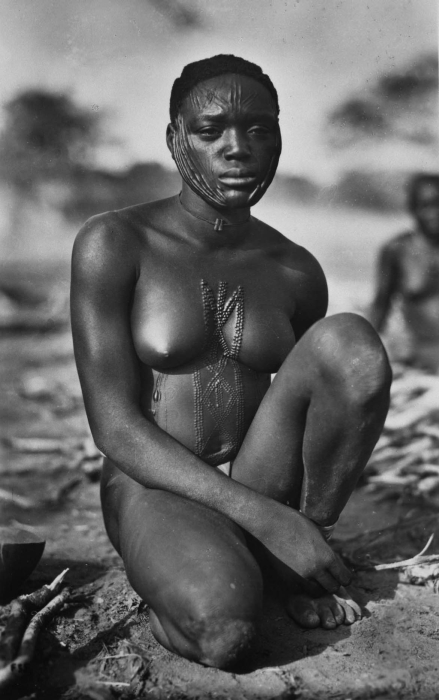
Женщина сара с традиционным шрамированием, 1930-е гг.
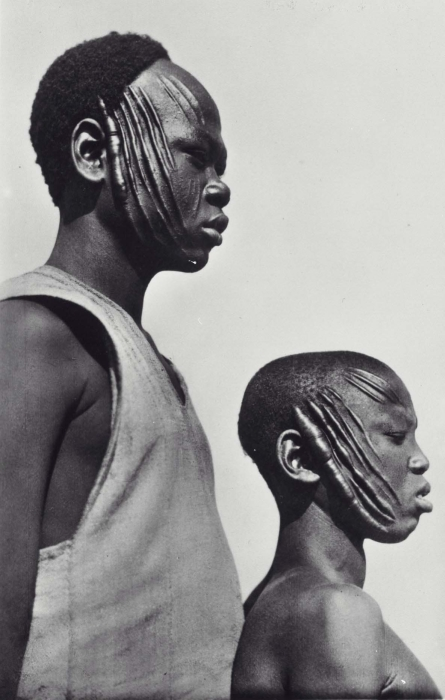
Двое мужчин сара с традиционным шрамированием, 1930-е гг.
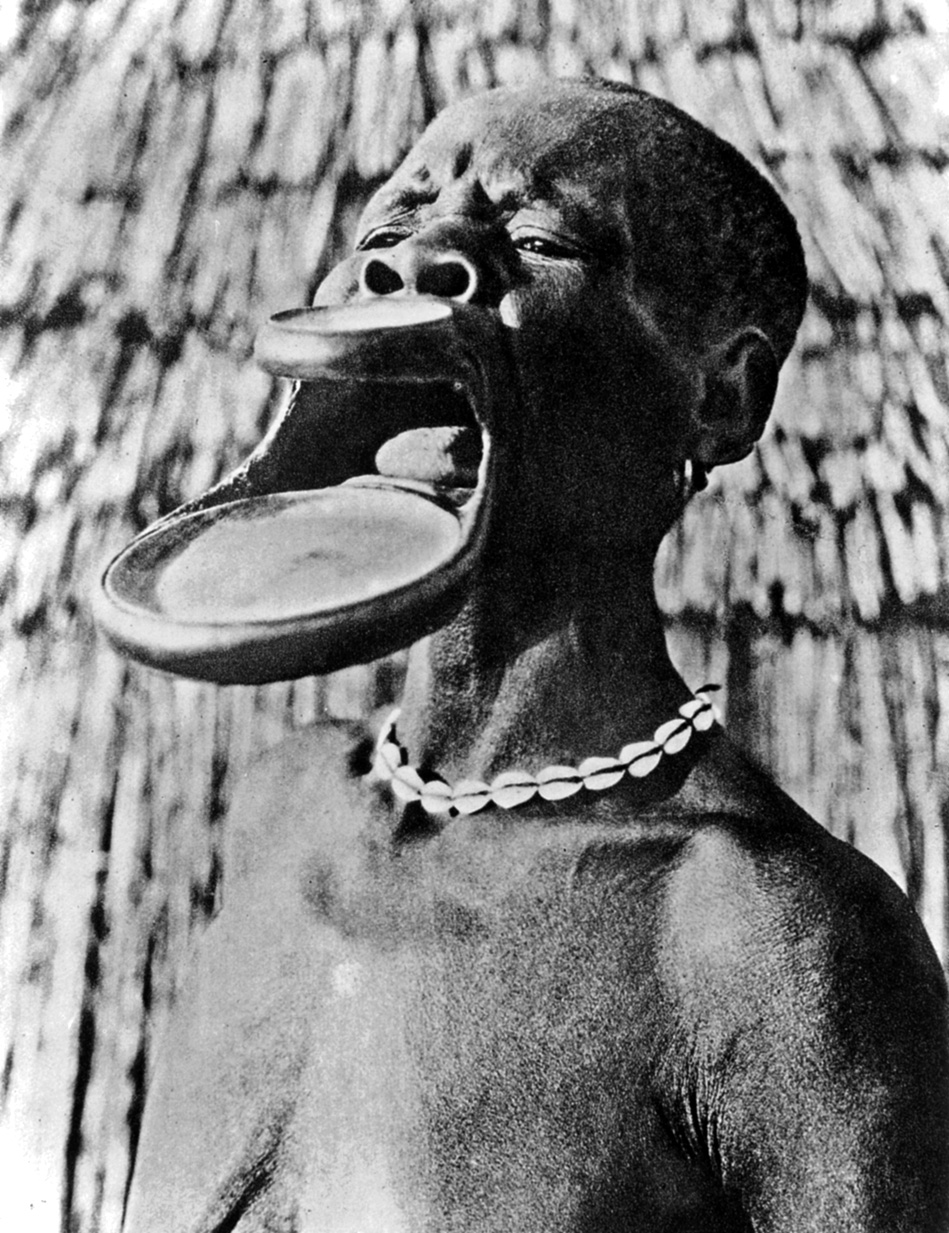
Женщина с пластинами в обеих губах